# NGC 13

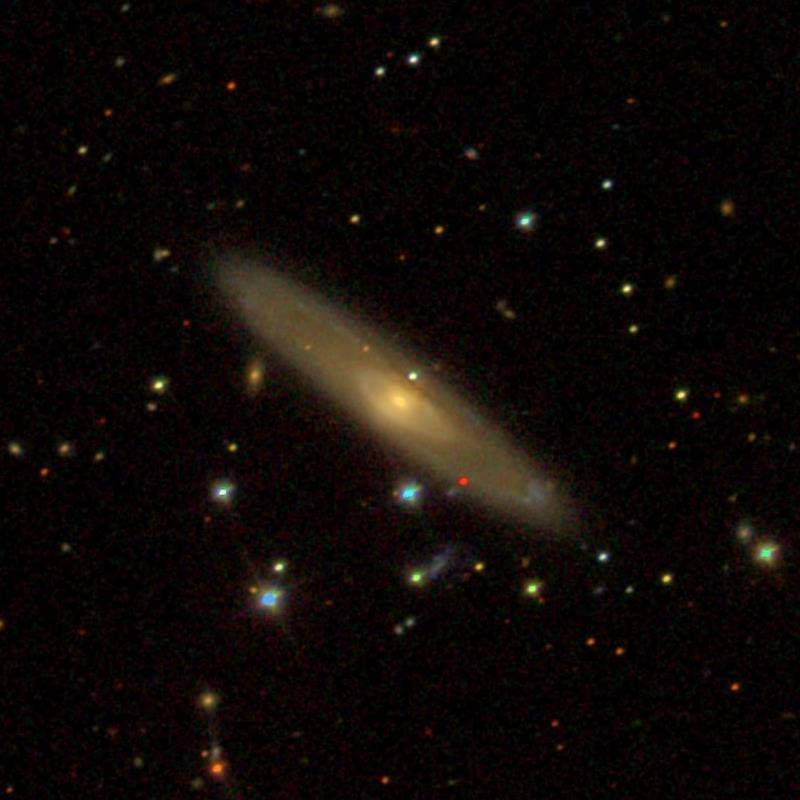
NGC 13

NGC 13，是仙女座的一個漩涡星系。星等為12.3，赤經為8分47.7秒，赤緯為+33°25'59"，是NGC 7831群( LGG 1) 的一部分，距离银河系有2.23亿光年。在1790年11月26日由弗里德里希·威廉·赫歇爾所發現。